# José Carlos Coutinho
José Carlos Coutinho (18 de julho de 1943, Taubaté – 8 de fevereiro de 2018, Niterói) foi um político e geólogo brasileiro. Foi deputado federal pelo Rio de Janeiro por quatro mandatos (1987-1991, 1991-1995, 1995-1999, 1999-2003)  e participou da Assembleia Nacional Constituinte em 1988. Durante sua carreira política, foi filiado a quatro partidos: PDS (1981-1985), PDT (1985-1986 / 1990-1995), PL (1986-1990), e PFL (1995-).
Entre 1987 e 2003, durante os 16 anos que atuou como deputado federal, foi o parlamentar que apresentou o maior número de projetos de leis. Algumas das mais importantes foram: a Lei do Passe Livre Interestadual, garantindo o direito aos portadores de deficiências; a Lei que instituiu o atendimento preferencial aos idosos, deficientes e gestantes nos bancos; e a Lei que determinou o fim da cobrança de impostos pelo Registro Civil.

## Vida Pessoal
Filho de Atratino Cortes Coutinho e Altivani Cortes Pires Coutinho, cursou geologia na Universidade Federal do Rio de Janeiro (UFRJ) entre 1964 e 1967. Antes de se formar, em 1965, tornou-se fiscal de rendas na Secretaria da Fazenda do Estado do Rio de Janeiro. Anos mais tarde, casou-se com Marília Ferreira de Araújo Coutinho, com quem teve quatro filhos.

## Vida Política
Sua vida política teve início em 1981, quando ele se filiou ao Partido Democrático Social (PDS). Em novembro de 1981, candidatou-se ao cargo de deputado federal, mas não conseguiu se eleger. Em 1985, trocou de partido pela primeira vez e ingressou no Partido Democrático Trabalhista (PDT), onde ficou por apenas um ano. Em 1986, filiou-se ao Partido Liberal (PL), pelo qual foi eleito deputado constituinte no ano seguinte.
Na Assembleia Constituinte, ele votou pela implementação do mandado de segurança coletivo e do voto facultativo aos 16 anos; pelo rompimento de relações diplomáticas com países com ideais racistas; e foi contra a pena de morte, o presidencialismo e o mandato de cinco anos para o presidente da República. Em outubro de 1988, com o fim da Constituinte, tornou-se deputado federal.
Em 1990, trocou novamente de partido: deixou o PL e voltou a fazer parte do PDT, sendo reeleito nas eleições de outubro daquele ano. Durante seu segundo mandato, votou contra a instituição do Imposto Provisório sobre Movimentação Financeira (IPMF).
No dia 29 de setembro de 1992, votou a favor da abertura do processo de impeachment contra o então presidente Fernando Collor de Melo, junto com outros 441 deputados. Acusado de crime de responsabilidade fiscal, Collor foi afastado do cargo após essa votação na Câmara, mas não chegou a ser cassado pelo Senado porque renunciou ao cargo poucos dias antes do julgamento.
Seu terceiro mandato foi o mais tumultuado: em outubro de 1994, não conseguiu a reeleição como deputado federal, mas conquistou a suplência pelo PDT. Porém, o Tribunal Regional Eleitoral do Rio de Janeiro (TRE-RJ) anulou as eleições por suspeita de fraude, convocando um novo pleito para o mês seguinte, quando ele foi eleito pelos votos. Em janeiro de 1995, foi expulso do PDT por ter votado a favor da proposta do Governo Federal que propôs que os privilégios para as empresas de capital nacional fossem retirados da constituição, posição contrária a do partido. Na ocasião, o líder do PDT na Câmara, Miro Teixeira (PDT-RJ) afirmou que a decisão sobre a expulsão de Coutinho e mais dois deputados federais que votaram a favor da emenda foi tomada logo após a votação e homologada pela Executiva Nacional do Partido no dia seguinte. Segundo Teixeira, os três não poderiam continuar no partido por terem votado contra uma importante decisão da bancada. Coutinho disse, em entrevista à Folha de S.Paulo, que a expulsão mostrou o “patrulhamento ideológico” exercido pelo PDT. Ali Em fevereiro, tomou posse do cargo sem estar filiado a um partido e, em maio, ingressou no Partido da Frente Liberal (PFL).
Em 1995, participou da reforma constitucional. Votou a favor da abertura da navegação de cabotagem às embarcações estrangeiras, da revisão do conceito de empresa nacional e da abolição do monopólio estatal nas telecomunicações, na exploração do petróleo pela Petrobrás e na distribuição do gás canalizado pelos governos estaduais. Também foi favorável a prorrogação do Fundo de Estabilização Fiscal (FEF).
Em 1996, votou a favor da criação da Contribuição Provisória sobre Movimentação Financeira (CPMF) como integrante da Comissão de Defesa do Consumidor, Meio Ambiente e Minorias da Câmara dos Deputados. Ainda naquele ano, o TSE decidiu revalidar o resultado das eleições de outubro de 1994, anulando o de novembro. Dessa forma, ele perderia seu mandato porque não havia sido eleito em outubro. No entanto, ocupou, como suplente, a vaga do deputado Edson Ezequiel, que assumiu a prefeitura de São Gonçalo em janeiro de 1996.
Em 1997, Coutinho votou a favor da reeleição para cargos executivos (prefeitos, governadores e presidente) e contra o projeto de reforma administrativa do governo, que instituiu que funcionários públicos podem ser demitidos se não atingirem o desempenho esperado ou se gastarem demais o dinheiro público. Também votou a favor da Reforma da Previdência que propôs o estabelecimento de idade e tempo de contribuição mínimos para os trabalhadores da iniciativa privada conseguirem se aposentar, além de um teto para as aposentadorias de funcionários públicos.
Seu quarto mandato foi conquistado nas eleições de outubro de 1998, ainda pelo PFL. Em 2002, disputou mais uma eleição: dessa vez, não conseguiu os votos suficientes, mas continuou no cargo em uma vaga de suplente. Em 2003, deixou a Câmara dos Deputados, após 16 anos como deputado federal.

## Atividades Parlamentares
- Suplente da Comissão da Família, da Educação, Cultura e Esportes, da Ciência e Tecnologia e da Comunicação (Assembleia Nacional Constituinte)
- Titular da Comissão da Soberania e dos Direitos e Garantias do Homem e da Mulher (Assembleia Nacional Constituinte)
- Titular e Suplente da Comissão Mista de Planos, Orçamentos Públicos e Fiscalização do Congresso Nacional
- Suplente na Comissão Permanente da Agricultura e Política Rural da Câmara dos Deputados
- Titular e Suplente na Comissão Permanente de Defesa do Consumidor, Meio Ambiente e Minorias da Câmara dos Deputados
- Suplente na Comissão Permanente da Defesa Nacional da Câmara dos Deputados
- Titular na Comissão Permanente de Direitos Humanos da Câmara dos Deputados
- Titular na Comissão Permanente de Educação, Cultura, Esporte e Turismo da Câmara dos Deputados
- Titular e Suplente na Comissão Permanente de Fiscalização Financeira  e Controle da Câmara dos Deputados
- Titular e Suplente na Comissão Permanente de Minas e Energia da Câmara dos Deputados
- Titular na Comissão Permanente de Previdência e Assistência Social da Câmara dos Deputados
- Titular e Suplente na Comissão Permanente de Seguridade Social e Família da Câmara dos Deputados
- Titular e Suplente na Comissão Permanente de Viação e Transportes da Câmara dos Deputados
- Titular e Suplente na Comissão Permanente de Viação e Transportes, Desenvolvimento Urbano e Interior da Câmara dos Deputados[2]Referências

1. ↑  «Morre o ex-deputado José Carlos Coutinho - Plantão Enfoco». Plantão Enfoco. 8 de fevereiro de 2018
2. 1 2 3  «Conheça os Deputados». Portal da Câmara dos Deputados. Consultado em 27 de setembro de 2018
3. 1 2 3 4 5 6 7 8 9 10 11 12 13  Brasil, CPDOC - Centro de Pesquisa e Documentação História Contemporânea do. «JOSE CARLOS PIRES COUTINHO | CPDOC - Centro de Pesquisa e Documentação de História Contemporânea do Brasil». CPDOC - Centro de Pesquisa e Documentação de História Contemporânea do Brasil. Consultado em 27 de setembro de 2018
4. ↑  «Morre o ex-deputado José Carlos Coutinho». Plantão Enfoco. 8 de fevereiro de 2018. Consultado em 18 de fevereiro de 2020
5. ↑  «Folha de S.Paulo - PDT expulsa três deputados favoráveis ao capital externo - 12/5/1995». www1.folha.uol.com.br. Consultado em 27 de setembro de 2018